# Миллей, Эдна Сент-Винсент
Эдна Сент-Винсент Миллей (англ. Edna St. Vincent Millay; 22 февраля 1892, Рокленд, штат Мэн — 19 октября 1950, Остерлиц, штат Нью-Йорк) — американская поэтесса и драматург, третья женщина, получившая Пулитцеровскую премию по поэзии, одна из самых знаменитых поэтов США XX века.

## Биография
Родилась в семье медсестры и учителя, росла без отца, мать много ездила с дочерьми из города в город в поисках работы, учила их независимости и любви к литературе. Литературные таланты Эдны (или, как она предпочитала себя называть в детстве, «Винсент») раскрылись в колледже в Кэмдене, штат Мэн, она начала печататься с 15 лет. В 1912 году стихотворение Миллей «Renascence» заняло четвёртое место на конкурсе «Стихотворение года в США», что вызвало скандал из-за того, что все считали его заслуживающим первого места; победитель признал, что получает приз с неудовольствием, а занявший второе место отдал свою награду Эдне. После этой истории Миллей стала знаменитостью, а богатая женщина Кэролайн Доу оплатила обучение поэтессы в колледже Вассар. Окончив его в 1917 году, Эдна переехала в Нью-Йорк.
В Нью-Йорке Миллей жила в Гринвич Виллидж и вела свободную богемную жизнь. Слава её росла. В 1923 году её сборник «Harp-Weaver and other poems» получил Пулитцеровскую премию — впервые этой награды за стихи была удостоена женщина. Миллей — мастер сонета, баллады, в форме ориентировалась на классические традиции; отзвуки злобы дня (место женщины в обществе и т. п.) также находили отражение в её творчестве. На её репутации отрицательно сказались патриотические стихи, написанные в годы Второй мировой войны; критик «Лос-Анджелес Таймс» Мерл Рубин отметила, что «казалось, она вызвала больше нападок американских критиков своими стихами в поддержку демократии, чем Эзра Паунд стихами в защиту фашизма». Тем не менее в 1943 году, во время войны, Миллей получила медаль Роберта Фроста за выдающийся вклад в поэзию.
В жизни Миллей, не скрывавшей бисексуальности и приверженности «свободной любви» (знамениты последние строки её сонета: «Мне это безумие не кажется достаточной причиной, // Чтобы поговорить с тобой, когда мы увидимся вновь»), был ряд романов, оказавших на неё большое влияние: это отношения с критиком Эдмундом Уилсоном и поэтом Джорджем Диллоном, с которым вместе она перевела «Цветы зла» Бодлера. С 1923 года она была замужем за голландцем Эйгеном Бойсевейном, оказывавшим ей значительную поддержку в жизни. Эдна умерла через год после мужа; её нашли мёртвой в собственном доме. У поэтессы случился сердечный приступ, из-за которого она упала с лестницы.